# The Catalyst
The Catalyst is een nummer van de Amerikaanse alternatieve rockgroep Linkin Park. Het is geschreven door Chester Bennington en Mike Shinoda en geproduceerd door Rick Rubin en Shinoda. Het nummer wordt uitgebracht als de leadsingle van het vierde studioalbum A Thousand Suns. The Catalyst ging op 2 augustus 2010 op MySpace in première en was vanaf die dag ter download beschikbaar.

## Achtergrond
In aanloop naar de release van het album werden er verschillende puzzels op de website van de band geplaatst, waaruit als antwoorden "A Thousand Suns" en "The Catalyst" kwamen. Verder was er weinig informatie bekend over het nummer. Shinoda zei op zijn weblog echter dat de band muzikaal een andere weg insloeg. De Franse tijdschrift Musique Mag plaatste in juli een artikel met beschrijvingen van zes nummers van het album, waarbij zij The Catalyst beschreven als anders dan de voorgaande leadsingles Somewhere I Belong en What I've Done en dat de band risico's met deze single nam. De albumtitel is afkomstig van dit nummer.
De teksten van het nummer zijn geschreven in een free-writeproces, waarbij er geschreven wordt zonder na te denken. Tijdens de opnames van de videoclip was de titel van het nummer nog niet zeker, hoewel er wel ideeën waren. De band vond de tekst "a thousand suns" uit het nummer zo sterk, dat ze die in het hoofd hielden tijdens de albumopname en dit uiteindelijk de albumtitel werd. De titel van het nummer werd gekozen rond de opnames van de videoclip.

## Première
Het nummer ging op 2 augustus om 20:30u Nederlandse tijd op zowel de Britse BBC Radio 1 bij Zane Lowe, met een interview met Bennington via een radioverbinding, als op 3FM bij MetMichiel in première. Op deze dag was het nummer tevens digitaal beschikbaar.

## Compositie
The Catalyst zet de van steeds langere singles van de band voort. Waar de singles afkomstig van Hybrid Theory en Meteora maximaal vier minuten duren, was de radioversie van Shadow of the Day van Minutes to Midnight met vier minuten en zestien de seconden de eerste single die over de vier minuten klokte. New Divide, het nummer dat geschreven was ter promotie van de Transformers: Revenge of the Fallen -film, duurde vier-en-een-halve minuut. The Catalyst is tot nu toe met vijf minuten en 42 seconden de langste single, ook in de radioversie-bewerking.
Het nummer begint met golvende synthesizergeluiden, waarna zes maten een snelle elektronische drumloop zich inzet en twee maten daarna gescratch is te horen. Dit gescratch is in de radiobewerking er uit geknipt. Het eerste couplet begint daarna met agressieve rapvocalen van Shinoda, gesteund door de gelaagde vocalen van de overige bandleden. Hierna zingt Bennington krachtig twee zinnen gevolgd door de eerste twee zinnen van Shinoda's vocalen en weer vier zangvocalen. Het muziek houdt op en een hoge synthmelodie wordt ingezet en een vollere elektronische drumloop begint. Het tweede couplet begint en is gelijk aan het eerste hoewel de rapvocalen dit keer zijn de groepslagen nog duidelijker aanwezig zijn gemixt. Ook is er midden in het groepsgedeelte een snelle ritmische overstuurde elektrische gitaarpartij te horen. Na het tweede couplet volgt een synthesizersolo gevolgd door de laatste vier regels van Bennington. Een break volgt, aan de hand van rustig pianospel waar Shinoda twee regels herhalend zingt. Na acht maten komt er basspel bij, worden de stemmen van de groepsleden die de regels van Shinoda meezingen harder en zijn er solerende drumslagen te horen. Het drumspel wordt nog gevarieerder op de climax van het nummer en Bennington zingt krachtig en hoger dezelfde zinnen als Shinoda terwijl de elektrische gitaar ook teruggekeerd is. Er komt een fade in van de rapvocalen van Shinoda en de bandleden en na acht maten stoppen alle instrumenten op de piano na en de rapvocalen waar Bennington nu het duidelijk te horen is.
De band experimenteerde tijdens de opnames van het album met verschillende gebruiken van de samenspel van Bennington en Shinoda. Een van deze manieren is gebruikt in dit liedje. De stemmen van beide vocalisten zijn samen gelaagd en hebben een effect gekregen. Het is tevens de eerste single waarin Shinoda de zangvocalen voor zijn rekening neemt. Hij zong eerder naast de achtergrondvocalen op een groot aantal nummers van de band, alleen de leadvocalen in In Between en No Roads Left van Minutes to Midnight. Ook voor DJ Joe Hahn is er weer een hoofdrol weggelegd, omdat de laatste single dat scratching bevatte What I've Done van Minutes to Midnight was.

## Videoclip
Op 15 juni tweette Phoenix van de band een foto van zichzelf met een olifant op de achtergrond waarbij hij vermeldde dat de afbeelding tijdens de opnames van de videoclip waren opgenomen en op 13 juli verscheen meer informatie over de productie van de videoclip, samen met een foto van regisseur Hahn, Warner-vertegenwoordiger Devin Sarno en Bennington, waarbij de laatste onder verschillend gekleurd verf zat.
De videoclip, die op 26 augustus in première ging, bevat het einde van de mensheid als thema, hoe de mensheid er op reageert als iemand de stekker er uit trok en of men hun lot dan accepteert. De clip bevat verwijzingen naar de Hindoeschrift Bhagavad Gita en maker van de atoombom Robert Oppenheimer. Deze thema's worden eveneens gebruikt op het album.
De clip bevat Shinoda zittend op de achterbank van een auto zijn teksten te zingen terwijl zijn ogen bedekt zijn door zijn capuchon, Bennington die zingt in en onder water en aan het eind een gekleurd poedergevecht.

## Live
Het nummer werd voor het eerst live gespeeld tijdens een studioconcert van de Amerikaanse radiostation KROQ. Het tweede voor het publiek toegankelijke optreden was tijdens de MTV Video Music Awards, waarbij alle bandleden voor het eerst microfoons tot hun beschikking hadden voor de achtergrondzang.

## Tracklist
Alle muziek en teksten zijn geschreven door Linkin Park. 
| Nr. | Titel                                                   | Duur  |
| --- | ------------------------------------------------------- | ----- |
| 1.  | The Catalyst (album version)                            | 05:42 |
| 2.  | The Catalyst (radio version)                            | 04:42 |
| 3.  | The Catalyst (radio version with intro/outro interview) | 06:56 |

| Nr. | Titel                        | Duur  |
| --- | ---------------------------- | ----- |
| 1.  | The Catalyst (album version) | 05:42 |
| 2.  | The Catalyst (radio version) | 04:42 |

| Nr. | Titel                        | Duur  |
| --- | ---------------------------- | ----- |
| 1.  | The Catalyst (radio version) | 04:42 |

| Nr. | Titel                        | Duur  |
| --- | ---------------------------- | ----- |
| 1.  | The Catalyst (album version) | 05:42 |
| 2.  | New Divide (live)            | 04:54 |

| Nr. | Titel                        | Duur  |
| --- | ---------------------------- | ----- |
| 1.  | The Catalyst (album version) | 05:42 |
| 2.  | New Divide (live)            | 04:54 |

| Nr. | Titel                                          | Duur  |
| --- | ---------------------------------------------- | ----- |
| 1.  | The Catalyst (album version)                   | 05:42 |
| 2.  | The Catalyst ("Bobby Bloomfield" DIOYY? remix) | 03:06 |
| 3.  | The Catalyst (King Fantastic remix)            | 04:04 |
| 4.  | The Catalyst (featuring DJ Endorphin)          | 05:00 |
| 5.  | The Catalyst (featuring Cale Pellick)          | 03:31 |

Opmerking: De Premium editie bevat een stickervel.

## Verschijningen in populaire cultuur
Het nummer was te horen tijdens het actiesportevenement X Games in de Verenigde Staten en tevens is het het themanummer van het videospelletje Mobile Suit Gundam: Extreme Vs..

### Medal of Honor
De band sloot een samenwerkingsverbond af met spelontwikkelaar Electronic Arts om de volledige soundtrack voor het oorlogsspel Medal of Honor te schrijven. De eerste trailer bevatte een ruime minuut het nummer. Hahn regisseerde ook de officiële trailer voor het spel. Deze trailer verscheen op 1 augustus en bevatte ruim vier minuten van het nummer. In de week van release was het het best bekeken gamefilmpje op YouTube.

## Ontvangst

### Kritisch
Billboard gaf het nummer een positieve review en noemde het een "zes minuten durende anthem van agressie" en legde een nadruk op de overgang van elektronica naar de rock halverwege het nummer. Daarnaast zei hij dat het geroep leek op Muse en het politieke commentaar op Green Day.

### Commercieel
Het nummer was in de uren na de release al te vinden in de iTuneslijsten. Het bereikte pas een dag na de release haar voorlopige toppunt in de top twintig van de Amerikaanse en de Nederlandse lijst, terwijl het de alternatieve sublijsten enkele dagen topte. De verkopen in Nederland leidde tot een debuut op de 98ste positie in de Single Top 100, de laagste debuut van een leadsingle van de band. Het nummer kwam binnen op de 29ste positie in de Nederlandse tipparade.
In de Verenigde Staten kwam het nummer op de eerste plek binnen in de Billboard Rock Songs, waarmee het het eerste nummer is die dit presteert. Daarnaast debuteerde het in de Alternative Songs-lijst op de derde positie, de bands vijftiende topvijfnotering. Twee weken later steeg het nummer ook naar de eerste positie, de negende keer voor de band. Beide noteringen zijn op basis van airplay op respectievelijk de rock- en alternatieve radiostations. Op basis van 60 000 digitale singleverkopen debuteerde het nummer op de 20ste positie in de Billboard Digital Songs en gecombineerd met airplay op de 35ste positie in de Billboard Hot 100.

#### Hitnotering
| Hitnotering in de Nederlandse Single Top 100: 07-08-2010 t/m 14-08-2010 | Hitnotering in de Nederlandse Single Top 100: 07-08-2010 t/m 14-08-2010 | Hitnotering in de Nederlandse Single Top 100: 07-08-2010 t/m 14-08-2010 | Hitnotering in de Nederlandse Single Top 100: 07-08-2010 t/m 14-08-2010 |
| Week                                                                    | 1                                                                       | 2                                                                       |                                                                         |
| ----------------------------------------------------------------------- | ----------------------------------------------------------------------- | ----------------------------------------------------------------------- | ----------------------------------------------------------------------- |
| Nummer                                                                  | 98                                                                      | 95                                                                      | uit                                                                     |

## Medewerkers
Linkin Park
- Chester Bennington: leadvocalen, achtergrondvocalen
- Rob Bourdon: drum, percussie, achtergrondvocalen
- Brad Delson: leadgitaar, achtergrondvocalen, troms; synthesizer (live)
- Joseph Hahn: programmering, sampling, beats, achtergrondvocalen
- Phoenix: basgitaar, achtergrondvocalen
- Mike Shinoda: vocalen, achtergrondvocalen, producer, keyboard, piano, synthesizer

Overig
- Productie: Rick Rubin, Mike Shinoda
- Mixer: Neal Avron